# أحمد سالم بوسمنوه
أحمد سالم بو سمنوه (1953) إعلامي إماراتي، حاصل على البكالوريوس في الإعلام والماجستير في الإعلام الإلكتروني من جامعة القاهرة. التحق بإذاعة الشارقة عام 1973 مذيعاً ومحرراً، وأسند إليه في العام 1986 مهمة إنشاء تلفزيون الشارقة الذي عمل على إدارته، كما عمل مديراً عاماً لإذاعة الإمارات من أبو ظبي. كرم بوسمنوه من قبل جامعة الدول العربية كأحد الرواد العرب في مجال الإعلام كما تقلد العديد من المناصب خلال مسيرته الإعلامية الحافلة وكان أبرزها مهام وكيل وزارة الإعلام المساعد لشؤون التلفزيون في إمارة أبو ظبي كما عمل مديراً لتلفزيون أبوظبي. كما حصل على عضوية المجلس الاستشاري في إمارة الشارقة في عام 2007 بالإضافة إلى رئاسته للجنة الإعلام والتربية والتعليم، ويشغل حالياً عضوية مجلس إدارة مؤسسة الشارقة للإعلام

## حياته
ولد عام 1959 في فريج الشيوخ في منطقة الغرب في الشارقة والده كان يعمل بالزراعة في فصل الشتاء من خلال المزرعة التي كان يمتلكها وأصبح اليوم جزءاً منها يقع في دوار الثقافة إلى جانب عمله بالصيد والغوص في فصل الصيف لديه 8 أشقاء وشقيقات والده تزوج أربع مرات من الشارقة وعجمان وسلطنة عمان وتوفي عام 1986 أما والدته فتوفيت عام 2002 وهو الأكبر بين جميع إخوانه وأخواته وارتباطه الأشد كان بجدته والدة أمه التي اعتبرته حفيدها المدلل ورعته دوماً، واهتمت به بشكل يفوقه اهتمام أبيه وأمه